# 中村太地 (棋士)
中村 太地（なかむら たいち、1988年6月1日 - ）は、将棋棋士。米長邦雄永世棋聖門下。棋士番号は261。東京都府中市出身。2025年度6月より日本将棋連盟非常勤理事。
2017年に第65期王座戦において初タイトルを獲得。師匠の米長邦雄の影響から将棋の普及活動にも力を入れており、テレビ番組への出演や自身のYouTubeチャンネル（2020年開設）での動画投稿などを行なっている。
早稲田大学系属早稲田実業学校中等部・高等部、早稲田大学政治経済学部卒業。

## 棋歴
将棋との出会いは幼稚園（4歳）の頃。当時は父の仕事の都合により札幌市に住んでおり、冬季は積雪により外遊びが困難だったため、父に室内で遊べるボードゲームを複数種類教えてもらっていたが、その中に将棋があったという。5歳の時の正月に4歳上の従兄と将棋を指し、負けたことが将棋に熱中するきっかけだった。宮城県仙台市から東京都へ引越してきた小学2年生の頃より八王子将棋クラブに通い、プロ棋士への道を意識するようになったのは小学4年頃からだった。
1998年度（第23回）小学生将棋名人戦で4年生でベスト8、準々決勝で当時6年生の戸辺誠に敗北した。2000年度（第25回）の同大会では6年生で決勝進出するも当時5年生の都成竜馬に敗れ準優勝。同年、奨励会試験に合格し、6級で入会。

### プロ入り
2006年春にプロ入り（四段昇段）。
2009年度、第40期新人王戦で、決勝三番勝負に進出。広瀬章人との早稲田大学在学生対決となったが、2連敗で敗退。
2010年度、第23期竜王戦で6組優勝（5組昇級）。決勝トーナメントでは初戦で戸辺誠に敗退。
2011年度、勝率0.8511（40勝7敗）を記録し、第39回将棋大賞の勝率1位賞を受賞。勝率8割5分以上は中原誠が1967年に記録した 0.8545（47勝8敗）以来史上2人目で、史上2位（当時）の高勝率。なお、7敗のうち2敗は新人王戦で奨励会員（三段）から喫した。また、同年度の第70期順位戦C級2組では10戦全勝でC級1組へ昇級。

### タイトル挑戦
2012年度、第83期棋聖戦では、森内俊之名人や佐藤康光王将のタイトル保持者等を破り、挑戦者決定戦で深浦康市に勝利して、自身初のタイトル挑戦を決め、同時に六段へ昇段した。番勝負では羽生善治棋聖に3連敗でタイトル獲得ならず。第60期王座戦でも挑戦者決定戦まで勝ち上がるが、羽生に敗れた。
2013年度、第61期王座戦において、2期連続で挑戦者決定戦まで進み、郷田真隆に勝利、羽生王座への挑戦を決めた。番勝負では第3局までで2勝1敗と初タイトル獲得に王手をかけたが、その後2連敗し、タイトル獲得はならなかった。
2015年度、第74期順位戦C級1組では、9勝1敗・1位の成績でB級2組への昇級を決めた。

### 王座獲得
2017年度、第65期王座戦挑戦者決定戦で青嶋未来五段に勝利、自身3回目となるタイトル挑戦を決めた。羽生王座との五番勝負は10月11日の第4局で中村の3勝1敗で決着し、初タイトルとなる王座を獲得した。同日付で「タイトル1期獲得」により七段に昇段。決着局での勝利時に涙を流す姿が放映された。
2018年は、第66期王座戦にて挑戦者の斎藤慎太郎を相手に2勝3敗で敗北、王座を失冠した。一方、第68期王将戦と第60期王位戦では予選を勝ち抜き挑戦者決定リーグに進出。王将リーグは1勝5敗に終わり、王位リーグ（白組）では3勝2敗と勝ち越すも、リーグ陥落となった。

### A級昇級
2021年度、第80期順位戦B級2組では開幕から8連勝し、残り2局を残した状態でB級1組への昇級を決めた。最終的には9勝1敗・2位の成績であった。
2022年度、第81期順位戦B級1組では、最終13回戦で羽生善治に敗れたものの、競争相手であった澤田真吾の敗戦により9勝3敗・2位でA級への昇級と八段への昇段が決まった。順位戦の規定による昇段日が改定された第67期以降、対局に敗れた日が八段への昇段日となったのは史上初。さらに同日時点で竜王戦（第36期）では4組に在籍していたが、順位戦でA級に在位しながら竜王戦では4組に在位した棋士は加藤一二三（2001年）以来史上2人目で、竜王戦で4組に在籍したまま順位戦でA級に昇級した例は史上初。
第36期竜王戦では、4組ランキング戦1回戦で宮田敦史に、同昇級者決定戦で佐藤紳哉に、同残留決定戦で川上猛に、それぞれ敗れ5組降級を喫した。順位戦A級に在籍中の棋士が竜王戦では5組以下に在籍するケースは史上初。
第53回NHK杯では、広瀬章人、菅井竜也を破るも準々決勝で羽生善治に破れる。
2023年度、第82期順位戦では、A級初参加ながら、佐藤天彦、渡辺明などに勝利し4勝5敗で残留に成功する。

## 棋風
横歩取り、角換わりを得意とする居飛車党。中村は自身の棋風について、攻め将棋であると述べている。
奨励会時代およびプロ入り当初は振り飛車党であったが、2006年にデビューしてすぐに居飛車党への転身を図った。振り飛車党の時代は藤井システムを好んで指していた。
将棋の中で1番好きな駒は桂馬であり、その理由について、変わった動きをするからと述べている。

## 人物
家族は両親と姉。「太地」という名前の由来は、「太陽と地球からとった」とされる。

### 学業
プロデビュー当時は早稲田実業高等部に在学中だった。2007年、早稲田大学政治経済学部に進学。在学中、論文コンクールで優秀な成績を収め、2010年3月25日、同大学の政治経済学術院奨学金（政経スカラシップ）を授与された。

### 将棋の普及活動
対局と普及の両立を大事にしていた師匠・米長邦雄の影響を受けており、中村は「将棋界のためになる活動は積極的にしていきたいと考えています」と述べている。
2014年4月より首都大学東京において法学系特別講義「将棋で学ぶ法的思考・文書作成」の非常勤講師を務める。また、一般社団法人生徒会活動支援協会の相談役でもある。NHK総合「NEWS WEB」ナビゲーター（2014年）やNHK Eテレ「将棋フォーカス」司会（2015年〜2019年）などのテレビ番組にも出演していた。2020年にアマチュア棋士の鈴木肇とともにYouTubeチャンネルを開設した。

### 趣味・嗜好
小学2〜3年生までサッカーチームに入っていたが、プロ棋士を意識し始めて以降は将棋に専念した。2023年現在、日本将棋連盟のフットサル部に所属している。
嫌いな食べ物はしいたけ。

### 事故
2008年10月、フランスのパリで行われた第21期竜王戦七番勝負の第1局で記録係を務めた。会場設営の際に感電する事故に見舞われ、解説で同行していた佐藤康光棋王が「もしものことがあれば私が記録係を務めます」と申し出る程だったが、大事には至らず務めを果たした。

### 交友関係
NHK教育『将棋フォーカス』に出演していた当時の出演者（山崎隆之、伊藤かりん）やスタッフとはその後も交友があり、「太地会」という親睦会を定期的に開いている。山崎が第5回ABEMAトーナメントでチームメイトの一人に中村を指名したのも、『将棋フォーカス』での繋がりが背景にあったとしている。

## 昇段履歴
- 2000年09月00日 ： 6級 = 奨励会入会
- 2002年07月00日 ： 初段 [23]
- 2003年12月00日 ： 三段（第35回三段リーグから三段リーグ参加）
- 2006年04月01日 ： 四段（第38回三段リーグ成績2位） = プロ入り[24][25]
- 2011年01月27日 ： 五段（勝数規定／公式戦100勝、通算100勝）[26]
- 2012年04月26日 ： 六段（五段昇段後タイトル挑戦 = 第83期棋聖戦）[27]
- 2017年10月11日 ： 七段（タイトル1期 = 第65期王座戦）[28]
- 2023年03月09日 ： 八段（順位戦A級昇級）[29]

## 主な成績

### 獲得タイトル
は2025年7月現在の在位。登場・連覇の 太字 は歴代最多記録。
他の棋士との比較は、タイトル獲得記録、将棋のタイトル在位者一覧を参照。
| タイトル                                                            | 獲得年度 | 登場 | 獲得期数 | 連覇 | 永世称号（備考） |
| 竜王                                                                | －       | 0    | －       | －   | －               |
| 名人                                                                | －       | 0    | －       | －   | －               |
| 王位                                                                |          | 0    | －       | －   | －               |
| 叡王                                                                | －       | 0    | －       | －   | －               |
| 王座                                                                | 2017     | 3回  | 1期      | －   | －               |
| 棋王                                                                | －       | 0    | －       | －   | －               |
| 王将                                                                | －       | 0    | －       | －   | －               |
| 棋聖                                                                | －       | 1回  | －       | －   | －               |
| タイトル獲得 合計 1期 / 登場回数 合計4回 （2018年度王座戦終了まで） |          |      |          |      |                  |

タイトル戦登場
- 王座：3回（第61期=2013年度、第65期=2017-2018年度）
- 棋聖：1回（第83期=2012年度）

登場回数 合計 4回（2018年度王座戦まで）

### 将棋大賞
- 第39回（2011年度） 勝率1位賞
- 第40回（2012年度） 敢闘賞、連勝賞
- 第41回（2013年度） 名局賞（羽生善治との第61期王座戦五番勝負第4局千日手指し直し局）

### 記録
- 勝率記録 0.8511（2011年度、歴代3位）[30]

### 在籍クラス
| 開始 年度 | (出典)順位戦出典 | (出典)順位戦出典 | (出典)順位戦出典 | (出典)順位戦出典 | (出典)順位戦出典 | (出典)順位戦出典 | (出典)順位戦出典 | (出典)順位戦出典 | (出典)竜王戦出典 | (出典)竜王戦出典 | (出典)竜王戦出典 | (出典)竜王戦出典 | (出典)竜王戦出典 | (出典)竜王戦出典 | (出典)竜王戦出典 | (出典)竜王戦出典 | (出典)竜王戦出典 | (出典)竜王戦出典 |
| 開始 年度 | 期               | 名人             | A級              | B級              | B級              | C級              | C級              | 0                | 期               | 竜王             | 1組              | 2組              | 3組              | 4組              | 5組              | 6組              | 決勝 T           |                  |
| 開始 年度 | 期               | 名人             | A級              | 1組              | 2組              | 1組              | 2組              | 0                | 期               | 竜王             | 1組              | 2組              | 3組              | 4組              | 5組              | 6組              | 決勝 T           |                  |
| --- | ---------------- | ---------------- | ---------------- | ---------------- | ---------------- | ---------------- | ---------------- | ---------------- | ---------------- | ---------------- | ---------------- | ---------------- | ---------------- | ---------------- | ---------------- | ---------------- | ---------------- | ---------------- |
| 2006 | 65               |                  |                  |                  |                  |                  | C247             | 5-5              | 20               |                  |                  |                  |                  |                  |                  | 6組              | --               | 3-2              |
| 2007 | 66               |                  |                  |                  |                  |                  | C224             | 6-4              | 21               |                  |                  |                  |                  |                  |                  | 6組              | --               | 3-2              |
| 2008 | 67               |                  |                  |                  |                  |                  | C216             | 7-3              | 22               |                  |                  |                  |                  |                  |                  | 6組              | --               | 4-2              |
| 2009 | 68               |                  |                  |                  |                  |                  | C210             | 5-5              | 23               |                  |                  |                  |                  |                  |                  | 6組              | 0-1              | 6-0              |
| 2010 | 69               |                  |                  |                  |                  |                  | C219             | 5-5              | 24               |                  |                  |                  |                  |                  | 5組              |                  | --               | 2-2              |
| 2011 | 70               |                  |                  |                  |                  |                  | C220             | 10-0             | 25               |                  |                  |                  |                  |                  | 5組              |                  | --               | 4-1              |
| 2012 | 71               |                  |                  |                  |                  | C129             |                  | 7-3              | 26               |                  |                  |                  |                  | 4組              |                  |                  | --               | 3-2              |
| 2013 | 72               |                  |                  |                  |                  | C110             |                  | 8-2              | 27               |                  |                  |                  |                  | 4組              |                  |                  | 1-1              | 4-0              |
| 2014 | 73               |                  |                  |                  |                  | C103             |                  | 8-2              | 28               |                  |                  |                  | 3組              |                  |                  |                  | --               | 2-2              |
| 2015 | 74               |                  |                  |                  |                  | C102             |                  | 9-1              | 29               |                  |                  |                  | 3組              |                  |                  |                  | --               | 3-1              |
| 2016 | 75               |                  |                  |                  | B222             |                  |                  | 7-3              | 30               |                  |                  | 2組              |                  |                  |                  |                  | --               | 0-2              |
| 2017 | 76               |                  |                  |                  | B205             |                  |                  | 6-4              | 31               |                  |                  |                  | 3組              |                  |                  |                  | --               | 1-2              |
| 2018 | 77               |                  |                  |                  | B206             |                  |                  | 7-3              | 32               |                  |                  |                  | 3組              |                  |                  |                  | --               | 3-1              |
| 2019 | 78               |                  |                  |                  | B205             |                  |                  | 4-6              | 33               |                  |                  | 2組              |                  |                  |                  |                  | --               | 0-2              |
| 2020 | 79               |                  |                  |                  | B216             |                  |                  | 6-4              | 34               |                  |                  |                  | 3組              |                  |                  |                  | --               | 0-2              |
| 2021 | 80               |                  |                  |                  | B209             |                  |                  | 9-1              | 35               |                  |                  |                  |                  | 4組              |                  |                  | --               | 1-2              |
| 2022 | 81               |                  |                  | B112             |                  |                  |                  | 9-3              | 36               |                  |                  |                  |                  | 4組              |                  |                  | --               | 0-3              |
| 2023 | 82               |                  | A 10             |                  |                  |                  |                  | 4-5              | 37               |                  |                  |                  |                  |                  | 5組              |                  | --               | 1-2              |
| 2024 | 83               |                  | A 08             |                  |                  |                  |                  | 4-5              | 38               |                  |                  |                  |                  |                  | 5組              |                  | --               | 0-1/昇 -         |
| 2025 | 84               |                  | A 07             |                  |                  |                  |                  | -                | 39               |                  |                  |                  |                  |                  |                  |                  |                  |                  |
| 順位戦、竜王戦の 枠表記 は挑戦者。右欄の数字は勝-敗(番勝負/PO含まず)。 順位戦の右数字はクラス内順位 ( x当期降級点 / *累積降級点 / +降級点消去 ) 順位戦の「F編」はフリークラス編入 /「F宣」は宣言によるフリークラス転出。 竜王戦の 太字 はランキング戦優勝、竜王戦の 組(添字) は棋士以外の枠での出場。 |                  |                  |                  |                  |                  |                  |                  |                  |                  |                  |                  |                  |                  |                  |                  |                  |                  |                  |

### 年度別成績
| 年度             | 対局数 | 勝数 | 負数 | 勝率   | (出典) | 通算成績 | 通算成績 | 通算成績 | 通算成績 | 通算成績 |
| ---------------- | ------ | ---- | ---- | ------ | ------ | -------- | -------- | -------- | -------- | -------- |
| 2006年度         | 32     | 17   | 15   | 0.5313 | [ 33 ] | 対局数   | 勝数     | 負数     | 勝率     | (出典)   |
| 2007年度         | 30     | 15   | 15   | 0.5000 | [ 34 ] |          |          |          |          |          |
| 2008年度         | 37     | 24   | 13   | 0.6486 | [ 35 ] |          |          |          |          |          |
| 2009年度         | 40     | 24   | 16   | 0.6000 | [ 36 ] |          |          |          |          |          |
| 2010年度         | 42     | 25   | 17   | 0.5962 | [ 37 ] |          |          |          |          |          |
| 2006-2010 (小計) | 181    | 105  | 76   |        |        | 通算成績 | 通算成績 | 通算成績 | 通算成績 | 通算成績 |
| 年度             | 対局数 | 勝数 | 負数 | 勝率   | (出典) | 対局数   | 勝数     | 負数     | 勝率     | (出典)   |
| 2011年度         | 47     | 40   | 7    | 0.8511 | [ 38 ] |          |          |          |          |          |
| 2012年度         | 45     | 28   | 17   | 0.6222 | [ 39 ] |          |          |          |          |          |
| 2013年度         | 44     | 30   | 14   | 0.6818 | [ 40 ] |          |          |          |          |          |
| 2014年度         | 34     | 20   | 14   | 0.5882 | [ 41 ] |          |          |          |          |          |
| 2015年度         | 37     | 27   | 10   | 0.7297 | [ 42 ] |          |          |          |          |          |
| 2016年度         | 40     | 26   | 14   | 0.6500 | [ 43 ] |          |          |          |          |          |
| 2017年度         | 35     | 21   | 14   | 0.6000 | [ 44 ] |          |          |          |          |          |
| 2018年度         | 41     | 23   | 18   | 0.5610 | [ 45 ] |          |          |          |          |          |
| 2019年度         | 38     | 18   | 20   | 0.4737 | [ 46 ] |          |          |          |          |          |
| 2020年度         | 33     | 14   | 19   | 0.4242 | [ 47 ] |          |          |          |          |          |
| 2011-2020 (小計) | 394    | 247  | 147  |        |        | 通算成績 | 通算成績 | 通算成績 | 通算成績 | 通算成績 |
| 年度             | 対局数 | 勝数 | 負数 | 勝率   | (出典) | 対局数   | 勝数     | 負数     | 勝率     | (出典)   |
| 2021年度         | 27     | 18   | 9    | 0.6666 | [ 48 ] | 602      | 370      | 232      | 0.6146   | [ 49 ]   |
| 2022年度         | 34     | 20   | 14   | 0.5882 | [ 50 ] | 636      | 390      | 246      | 0.6132   | [ 51 ]   |
| 2023年度         | 31     | 14   | 17   | 0.4516 | [ 52 ] | 667      | 404      | 263      | 0.6056   | [ 53 ]   |
| 2024年度         | 28     | 12   | 16   | 0.4285 | [ 54 ] | 695      | 416      | 279      | 0.5985   | [ 55 ]   |
| 2021-2024 (小計) | 120    | 64   | 56   |        |        |          |          |          |          |          |
| 通算             | 695    | 416  | 279  | 0.5985 | [ 55 ] |          |          |          |          |          |
| 2024年度まで     |        |      |      |        |        |          |          |          |          |          |

## 著書

### 単著
- 速攻!ゴキゲン中飛車破り(マイナビ将棋BOOKS)（2011年9月、毎日コミュニケーションズ、ISBN 978-4839939878）
- 中村太地の角換わり 最先端への道案内(マイナビ将棋BOOKS)（2014年8月、マイナビ、ISBN 978-4839953058）

### 共著
- 若手精鋭が現代将棋を斬る(マイナビ将棋BOOKS)（戸辺誠、村山慈明、永瀬拓矢共著、2013年5月、マイナビ、ISBN 978-4839947125）
- 勝てる将棋の考え方 新・イメージと読みの将棋観（渡辺明、郷田真隆、三浦弘行、鈴木大介、豊島将之、森内俊之、加藤一二三、永瀬拓矢共著、2016年9月、マイナビ出版、ISBN 978-4839961107）
- 先崎学&中村太地 この名局を見よ! 20世紀編(マイナビ将棋BOOKS)（先崎学共著、2018年7月、マイナビ出版、ISBN 978-4839963750）
- 先崎学&中村太地 この名局を見よ! 21世紀編(マイナビ将棋BOOKS)（先崎学共著、2018年11月、マイナビ出版、ISBN 978-4839967703）

### 監修
- どんどん強くなる こども詰め将棋 1手詰め（2017年2月、池田書店、ISBN 978-4262101538）
- どんどん強くなる こども詰め将棋 3手詰め（2018年3月、池田書店、ISBN 978-4262101545）
- どんどん強くなる こども詰め将棋 5手詰め（2018年5月、池田書店、ISBN 978-4262101552）
- どんどん強くなるマンガこども将棋入門（絵：大岩ピュン、2018年11月、池田書店、ISBN 978-4262101576）
- どんどん強くなる　こども将棋　勝てる手筋がわかる本（2019年10月、池田書店、ISBN 978-4262101583）

## 出演

### テレビ
- NEWS WEB（NHK総合、2014年4月 - ）- 2014年度は水曜日コメンテーター3期生[56]、2015年度から祝日・不定期
- 将棋フォーカス（NHK Eテレ、2015年4月 - 2019年3月）山崎隆之・伊藤かりん（乃木坂46）と共に司会を務めた。（2019年10月 - 2020年3月）番組内将棋講座「太地隊長の角換わりツアー」[57]にて講師として出演。（2020年7月5日・7月12日、2021年6月27日・7月4日）向井葉月（乃木坂46）と共に久々に司会を務めた。（これ以外にも向井の将棋指南役として何度か登場している）
- クイズタイムショック（テレビ朝日、2019年9月26日）- 準決勝進出（22名中6名）。
- くりぃむクイズ　ミラクル9（テレビ朝日、2020年2月26日）
- あしたが変わるトリセツショー（NHK総合、2022年5月12日）
- 小峠英二のなんて美だ!（TOKYO MX、2025年6月18日）

### ラジオ
- 王手！最後のお願い（2020年1月1日、NHKラジオ第1）[58]

### 舞台
- パルコ・プロデュース2025『カタシロ〜Relive vol.2〜』（2025年8月3日〈予定〉、PARCO劇場） - 患者 役[59][60]

### 演じた人
ラジオドラマ
- 『うつ病九段』（先崎学原作、NHK-FM放送『FMシアター』2019年7月30日放送、同年10月19日再放送）:演:窪塚俊介[61]

テレビドラマ
- 『うつ病九段』（先崎学原作、NHK BSプレミアム 2020年12月20日）:演:渡部豪太